# Hesperantha schlechteri
Hesperantha schlechteri är en irisväxtart som först beskrevs av John Gilbert Baker, och fick sitt nu gällande namn av Robert Crichton Foster. Hesperantha schlechteri ingår i släktet Hesperantha och familjen irisväxter. Inga underarter finns listade i Catalogue of Life.